# 秋山木鉢
秋山木鉢（あきやまきばち）は、長野県下水内郡栄村で生産される長野県知事指定の伝統工芸品。
地元で算出される栃の大径木を用いた木鉢で、50センチメートルを超える物も生産される。
日用品としてそばやうどんを練るときに用いられる。粉が貼り付かないよう内側には前鉋による浅い筋がついている。

## 歴史
- 江戸時代末期頃から生産されてきた。
- 1983年10月13日 - 長野県知事伝統的工芸品に指定。

## 伝統的な技術・技法
- 手彫り

## 伝統的に使用されてきた原材料
- 栃

## 関連施設・団体
- 秋山木工品加工組合